# Ryo Germain
Ryo Germain (ジャーメイン 良 Germain Ryo?), född 19 april 1995 i Kanagawa prefektur, är en japansk fotbollsspelare.
Germain började sin karriär 2017 i Vegalta Sendai.